# شرفخان (جليكخان)
شرفخان (بالكردية: Şerefxan‏) (بالتركية: Şerefhan)‏ هي قرية كرديّة رشوانيّة تتبع إداريّاً لمديرية جليكخان في محافظة أديامان التركية، بلغ عدد سكانها 324 نسمة في عام 2021 ويتبعها نجوع جات واسن وحويضباشي واينجه صو.